# 湊町 (豊橋市)
湊町（みなとまち）は、愛知県豊橋市の地名。

## 地理
豊橋市中央西部に位置する。東は関屋町、西は船町･大橋通3丁目、南は上伝馬町に接する。

### 河川
- 豊川[1]

## 歴史

### 人口の変遷
国勢調査による人口および世帯数の推移。
| 1995年（平成7年）  | 109世帯 363人 |  |
| 2000年（平成12年） | 105世帯 330人 |  |
| 2005年（平成17年） | 101世帯 299人 |  |
| 2010年（平成22年） | 107世帯 294人 |  |
| 2015年（平成27年） | 100世帯 271人 |  |

### 沿革
- 1878年（明治11年） - 坂下町と田町が合併し、渥美郡豊橋湊町が成立[2]。
- 1889年（明治22年） - 渥美郡豊橋町湊町となる[2]。
- 1906年（明治39年） - 豊橋市湊町となる[2]。
- 1958年（昭和33年） - 一部が大橋通に編入される[2]。また、花田町・上伝馬町・関屋町・船町と境界を変更[2]。

## 交通
- 国道23号[1]

## 施設
- 自記水位観測所[1]
- 湊町公園[1]
- 神明社[1]
- 湊築島弁天社

- 湊築島弁天社

### WEB
1. ↑  “愛知県豊橋市の町丁・字一覧”.   人口統計ラボ. 2023年4月13日閲覧。
2. ↑  総務省統計局 (2017年1月27日). “平成27年国勢調査の調査結果(e-Stat) - 男女別人口及び世帯数 －町丁・字等” (CSV). 2021年7月21日閲覧。
3. ↑  “愛知県豊橋市の郵便番号一覧”.   日本郵便. 2023年4月13日閲覧。
4. ↑  “市外局番の一覧” (PDF).   総務省 (2022年3月1日). 2022年3月22日閲覧。
5. ↑  総務省統計局 (2014年3月28日). “平成7年国勢調査の調査結果(e-Stat) - 男女別人口及び世帯数 －町丁・字等” (CSV). 2021年7月20日閲覧。
6. ↑  総務省統計局 (2014年5月30日). “平成12年国勢調査の調査結果(e-Stat) - 男女別人口及び世帯数 －町丁・字等” (CSV). 2021年7月20日閲覧。
7. ↑  総務省統計局 (2014年6月27日). “平成17年国勢調査の調査結果(e-Stat) - 男女別人口及び世帯数 －町丁・字等” (CSV). 2021年7月21日閲覧。
8. ↑  総務省統計局 (2012年1月20日). “平成22年国勢調査の調査結果(e-Stat) - 男女別人口及び世帯数 －町丁・字等” (CSV). 2021年7月21日閲覧。
9. ↑  総務省統計局 (2017年1月27日). “平成27年国勢調査の調査結果(e-Stat) - 男女別人口及び世帯数 －町丁・字等” (CSV). 2021年7月21日閲覧。

### 書籍
1. 1 2 3 4 5 6 7  「角川日本地名大辞典」編纂委員会 1989, p. 1796.
2. 1 2 3 4 5  「角川日本地名大辞典」編纂委員会 1989, p. 1282.